# Campeonato Gaúcho de Futebol de 2016 - Segunda Divisão
O Campeonato Gaúcho de Futebol - Série B de 2016 foi a 16ª edição desta competição, equivalente à terceira divisão do futebol gaúcho, organizada anualmente pela FGF. O Guarany de Bagé foi o campeão e garantiu vaga na Divisão de Acesso de 2017.

## Fórmula de Disputa
- Primeira fase (classificatória): As doze equipes foram divididas em dois grupos. Ela foi disputada em dois turnos (ida e volta). As partidas foram disputadas dentro de cada grupo, classificando para a próxima fase os quatro melhores de cada grupo.
- Segunda fase (quadrangular): As oito equipes classificadas foram divididas novamente em dois grupos, onde os clubes se enfrentaram todos contra todos em jogos de ida e volta, dentro do grupo, classificando para a próxima fase os dois melhores colocados de cada grupo.
- Terceira fase (final): disputada pelas quatro equipes classificadas, em sistema de mata-mata, com semifinais e final. O campeão foi qualificado para a Divisão de Acesso de 2017.

O campeonato seguiu sendo no formato sub-23, podendo a cada jogo três atletas acima da idade ou de divisão superior participarem da partida.

## Participantes
NOTA ^  A Equipe do Novo Horizonte foi desqualificada da competição, pois de acordo com o Presidente da FGF, Francisco Novelletto, o clube não pagou as taxas da CBF, sendo assim, não tem como inscrever jogadores no torneio estadual.

NOTA ^  O Sapucaiense mandou seus jogos no Estádio Cristo Rei, em São Leopoldo, pois o seu estádio, o Arthur Mesquita Dias, não foi liberado pelo Corpo de Bombeiros.

## Primeira Fase
Grupo A
| Grupo A | Grupo A            | Grupo A | Grupo A | Grupo A | Grupo A | Grupo A | Grupo A | Grupo A | Grupo A | Grupo A |
| Pos     | Times              | Pts     | J       | V       | E       | D       | GP      | GC      | SG      | %       |
| ------- | ------------------ | ------- | ------- | ------- | ------- | ------- | ------- | ------- | ------- | ------- |
| 1       | Gaúcho             | 19      | 8       | 6       | 1       | 1       | 14      | 6       | 8       | 79      |
| 2       | Apafut             | 13      | 8       | 3       | 4       | 1       | 13      | 11      | 2       | 54      |
| 3       | Nova Prata         | 11      | 8       | 3       | 2       | 3       | 10      | 7       | 3       | 49      |
| 4       | São Borja          | 8       | 8       | 2       | 2       | 4       | 8       | 13      | -5      | 33      |
| 5       | Atlético Carazinho | 4       | 8       | 1       | 1       | 6       | 6       | 14      | -8      | 17      |
| 6       | Novo Horizonte     | —       | —       | —       | —       | —       | —       | —       | —       | —       |

| Resultados (Resumo)  | Resultados (Resumo) | Resultados (Resumo) | Resultados (Resumo) | Resultados (Resumo) | Resultados (Resumo) | Resultados (Resumo) |
| Clube                | APA                 | ATC                 | GAU                 | NOH                 | NPA                 | SBO                 |
| -------------------- | ------------------- | ------------------- | ------------------- | ------------------- | ------------------- | ------------------- |
| Apafut               |                     | 1 - 1               | 0 - 3               | CANC                | 1 - 1               | 4 - 1               |
| Atlético Carazinho   | 1 - 2               |                     | 0 - 1               | CANC                | 1 - 0               | 1 - 2               |
| Gaúcho               | 3 - 3               | 2 - 1               |                     | CANC                | 1 - 0               | 3 - 1               |
| [CANC]Novo Horizonte | CANC                | CANC                | CANC                |                     | CANC                | CANC                |
| Nova Prata           | 0 - 1               | 5 - 1               | 1 - 0               | CANC                |                     | 1 - 0               |
| São Borja            | 1 - 1               | 1 - 0               | 0 - 1               | CANC                | 2 - 2               |                     |

|  |                                       |
|  | Equipes classificadas à Segunda Fase. |

NOTA ^  Todos os jogos contra a equipe do Novo Horizonte foram cancelados. A Equipe do Novo Horizonte foi desqualificada da competição.
Grupo B
| Grupo B | Grupo B         | Grupo B | Grupo B | Grupo B | Grupo B | Grupo B | Grupo B | Grupo B | Grupo B | Grupo B |
| Pos     | Times           | Pts     | J       | V       | E       | D       | GP      | GC      | SG      | %       |
| ------- | --------------- | ------- | ------- | ------- | ------- | ------- | ------- | ------- | ------- | ------- |
| 1       | Bagé            | 20      | 10      | 6       | 2       | 2       | 21      | 5       | 16      | 67      |
| 2       | Guarany de Bagé | 19      | 10      | 5       | 4       | 1       | 18      | 6       | 12      | 63      |
| 3       | Igrejinha       | 17      | 10      | 5       | 2       | 3       | 15      | 8       | 7       | 57      |
| 4       | Rio Grande      | 15      | 10      | 4       | 3       | 3       | 17      | 10      | 7       | 50      |
| 5       | Farroupilha     | 13      | 10      | 4       | 1       | 5       | 13      | 16      | -3      | 43      |
| 6       | Sapucaiense     | 0       | 10      | 0       | 0       | 10      | 3       | 42      | -39     | 0       |

| Resultados (Resumo) | Resultados (Resumo) | Resultados (Resumo) | Resultados (Resumo) | Resultados (Resumo) | Resultados (Resumo) | Resultados (Resumo) |
| Clube               | BAG                 | FAR                 | GUA                 | IGR                 | RGR                 | SAP                 |
| ------------------- | ------------------- | ------------------- | ------------------- | ------------------- | ------------------- | ------------------- |
| Bagé                |                     | 5 - 0               | 1 - 1               | 2 - 1               | 3 - 0               | 3 - 0               |
| Farroupilha         | 0 - 0               |                     | 0 - 1               | 3 - 0               | 3 - 2               | 2 - 0               |
| Guarany de Bagé     | 1 - 0               | 2 - 1               |                     | 2 - 2               | 0 - 0               | 3 - 0               |
| Igrejinha           | 0 - 1               | 1 - 0               | 2 - 0               |                     | 2 - 0               | 7 - 0               |
| Rio Grande          | 2 - 1               | 3 - 1               | 0 - 0               | 0 - 0               |                     | 2 - 0               |
| Sapucaiense         | 1 - 5               | 2 - 3               | 0 - 8               | 0 - 1               | 0 - 8               |                     |

|  |                                       |
|  | Equipes classificadas à Segunda Fase. |

## Segunda Fase
Grupo C
| Grupo A | Grupo A    | Grupo A | Grupo A | Grupo A | Grupo A | Grupo A | Grupo A | Grupo A | Grupo A | Grupo A |
| Pos     | Times      | Pts     | J       | V       | E       | D       | GP      | GC      | SG      | %       |
| ------- | ---------- | ------- | ------- | ------- | ------- | ------- | ------- | ------- | ------- | ------- |
| 1       | Gaúcho     | 11      | 6       | 3       | 2       | 1       | 11      | 4       | 7       | 61      |
| 2       | Nova Prata | 11      | 6       | 3       | 2       | 1       | 9       | 6       | 3       | 61      |
| 3       | Apafut     | 8       | 6       | 2       | 2       | 2       | 5       | 7       | -2      | 44      |
| 4       | São Borja  | 3       | 6       | 1       | 0       | 5       | 7       | 15      | -8      | 17      |

| Apafut     |       | 0 - 0 | 0 - 0 | 2 - 1 |
| Gaúcho     | 2 - 0 |       | 1 - 2 | 4 - 0 |
| Nova Prata | 1 - 2 | 1 - 1 |       | 2 - 1 |
| São Borja  | 3 - 1 | 1 - 3 | 1 - 3 |       |

|  |                                     |
|  | Equipes classificadas à Fase Final. |

Grupo D
| Grupo B | Grupo B         | Grupo B | Grupo B | Grupo B | Grupo B | Grupo B | Grupo B | Grupo B | Grupo B | Grupo B |
| Pos     | Times           | Pts     | J       | V       | E       | D       | GP      | GC      | SG      | %       |
| ------- | --------------- | ------- | ------- | ------- | ------- | ------- | ------- | ------- | ------- | ------- |
| 1       | Guarany de Bagé | 15      | 6       | 5       | 0       | 1       | 16      | 6       | 10      | 83      |
| 2       | Igrejinha       | 8       | 6       | 2       | 2       | 2       | 7       | 6       | 1       | 44      |
| 3       | Bagé            | 4       | 5       | 1       | 1       | 3       | 4       | 9       | -5      | 27      |
| 4       | Rio Grande      | 4       | 5       | 1       | 1       | 3       | 4       | 10      | -6      | 27      |

| Bagé            |       | 1 - 4 | 1 - 0 | CANC  |
| Guarany de Bagé | 3 - 1 |       | 3 - 0 | 2 - 0 |
| Igrejinha       | 1 - 1 | 2 - 0 |       | 3 - 0 |
| Rio Grande      | 1 - 0 | 2 - 4 | 1 - 1 |       |

|  |                                     |
|  | Equipes classificadas à Fase Final. |

O jogo Bagé x Rio Grande, pela última rodada, foi cancelado, pois as duas equipes já não possuíam chances matemáticas de classificação.

## Fase Final
|  | Semifinais      | Semifinais | Semifinais | Semifinais |   |                 | Final | Final | Final | Final |
|  |                 |            |            |            |   |                 |       |       |       |       |
|  | Nova Prata      | 3          | 0          | 3          |   |                 |       |       |       |       |
|  | Guarany de Bagé | 1          | 2          | 3          |   |                 |       |       |       |       |
|  | Guarany de Bagé | 1          | 2          | 3          |   | Guarany de Bagé | 3     | 2     | 5     |       |
|  |                 |            |            |            |   | Guarany de Bagé | 3     | 2     | 5     |       |
|  |                 | Gaúcho     | 2          | 1          | 3 |                 |       |       |       |       |
|  | Igrejinha       | Gaúcho     | 2          | 1          | 3 | 0               | 0     | 0     |       |       |
|  | Igrejinha       |            |            |            |   | 0               | 0     | 0     |       |       |
|  | Gaúcho          | 0          | 1          | 1          |   |                 |       |       |       |       |

* Em itálico o mandante do primeiro jogo. Em negrito o vencedor do confronto.

### Semifinais
Jogos de Ida
| Quarta-feira, 13 de julho | Igrejinha | 0 – 0 | Gaúcho | Alberto Carlos Schwingler, Igrejinha                                            |
| 20:00                     |           |       |        | Público: Não divulgado Renda: Não divulgada Árbitro: RS Marco Aurélio Magalhães |

| Igrejinha | Gaúcho |

| Quarta-feira, 13 de julho | Nova Prata                            | 3 – 1 | Guarany de Bagé | Mario Cini, Nova Prata                                                            |
| 17:00                     | Juan 44' · Bottin 58' · Dieguinho 87' |       | 60' Cris Magno  | Público: Não divulgado Renda: Não divulgada Árbitro: RS Marcus Vinícius Gonçalves |

| Nova Prata | Guarany |

Jogos de Volta
| Domingo, 17 de julho | Gaúcho      | 1 – 0 | Igrejinha | Arena Wolmar Salton, Passo Fundo                       |
| 15:00                | Fischer 20' |       |           | Público: 10 Renda: R$ 100,00 Árbitro: RS David Baquini |

| Gaúcho | Igrejinha |

| Domingo, 17 de julho | Guarany de Bagé               | 2 – 0 | Nova Prata | Estrela D'Alva, Bagé                                        |
| 15:00                | Bruno Barbosa 9' · Welder 86' |       |            | Público: 45 Renda: R$ 675,00 Árbitro: RS Marcelo Cavalheiro |

| Guarany | Nova Prata |

### Finais
Jogo de Ida
| Quarta-feira, 20 de julho | Guarany de Bagé        | 3 – 2     | Gaúcho                  | Estrela D'Alva, Bagé                                                |
| 20:00                     | Castilho 15', 42', 46' | Relatório | 31' Bruno · 79' Gabriel | Público: 55 Renda: R$ 825,00 Árbitro: RS Jean Pierre Gonçalves Lima |

| Guarany | Gaúcho |

Jogo de Volta
| Domingo, 24 de julho | Gaúcho            | 1 – 2     | Guarany de Bagé                | Arena Wolmar Salton, Passo Fundo                         |
| 15:00                | Fischer 30' (pen) | Relatório | 72' Bruno Barbosa · 77' Welder | Público: 20 Renda: R$ 200,00 Árbitro: RS Anderson Farias |

| Gaúcho | Guarany |

## Premiação
| Campeonato Gaúcho de Futebol - Segunda Divisão (Série B) de 2016 |
| Bagé                                                             |
| ---------------------------------------------------------------- |
| Guarany de Bagé Campeão (2.º título)                             |

## Estatísticas

### Público
Maiores Públicos
Menores Públicos
- PP: ^ Considera-se apenas o público pagante.
- Não são considerados jogos com portões fechados.

### Artilharia
| Pos.        | Jogador                   | Equipe             | Gols |
| ----------- | ------------------------- | ------------------ | ---- |
| 1º          | Welder                    | Guarany de Bagé    | 13   |
| 2º          | Fischer                   | Gaúcho             | 12   |
| 2º          | Castilho                  | Guarany de Bagé    | 12   |
| 4º          | Lucas Schulz              | Igrejinha          | 7    |
| 5º          | Wesley                    | Nova Prata         | 6    |
| 5º          | Serjão                    | Bagé               | 6    |
| 5º          | Edigar                    | Gaúcho             | 6    |
| 8º          | Anderson Uruguaiana       | Bagé               | 5    |
| 8º          | Raphinha                  | Bagé               | 5    |
| 8º          | Bruno Barbosa             | Guarany de Bagé    | 5    |
| 8º          | Cris Magno                | Guarany de Bagé    | 5    |
| 8º          | Gabriel                   | Rio Grande         | 5    |
| 8º          | Mogi                      | Rio Grande         | 5    |
| 14º         | Mattana                   | Apafut             | 4    |
| 14º         | Lucas Torres              | Igrejinha          | 4    |
| 14º         | William                   | Igrejinha          | 4    |
| 14º         | Bottin                    | Nova Prata         | 4    |
| 14º         | Victor Hugo               | Nova Prata         | 4    |
| 19º         | Enrico                    | Apafut             | 3    |
| 19º         | Fuca                      | Farroupilha        | 3    |
| 19º         | Ronaldo                   | Farroupilha        | 3    |
| 19º         | Rafinha                   | Rio Grande         | 3    |
| 19º         | Igor                      | São Borja          | 3    |
| 19º         | Mateus Canguçu            | São Borja          | 3    |
| 25º         | Diego                     | Apafut             | 2    |
| 25º         | Léo Dias                  | Apafut             | 2    |
| 25º         | Igor                      | Apafut             | 2    |
| 25º         | Mota                      | Apafut             | 2    |
| 25º         | Cristian                  | Bagé               | 2    |
| 25º         | Pedrinho                  | Bagé               | 2    |
| 25º         | Dener                     | Farroupilha        | 2    |
| 25º         | Gleisson                  | Farroupilha        | 2    |
| 25º         | Rudi                      | Farroupilha        | 2    |
| 25º         | Adilson                   | Gaúcho             | 2    |
| 25º         | Bruno                     | Gaúcho             | 2    |
| 25º         | Cleisson                  | Gaúcho             | 2    |
| 25º         | Ângelo                    | Guarany de Bagé    | 2    |
| 25º         | Bruno Freitas             | Guarany de Bagé    | 2    |
| 25º         | Carlos Gatto              | Guarany de Bagé    | 2    |
| 25º         | Dariel                    | Igrejinha          | 2    |
| 25º         | Juan                      | Nova Prata         | 2    |
| 25º         | Lucas                     | Nova Prata         | 2    |
| 25º         | Wendel                    | Rio Grande         | 2    |
| 25º         | Gui                       | São Borja          | 2    |
| 45º         | Cristiano                 | Apafut             | 1    |
| 45º         | Jardel                    | Apafut             | 1    |
| 45º         | Léo Velho                 | Apafut             | 1    |
| 45º         | Araújo                    | Atlético Carazinho | 1    |
| 45º         | Boiadeiro                 | Atlético Carazinho | 1    |
| 45º         | Mateus                    | Atlético Carazinho | 1    |
| 45º         | Moicano                   | Atlético Carazinho | 1    |
| 45º         | Vinícius                  | Atlético Carazinho | 1    |
| 45º         | Caio                      | Bagé               | 1    |
| 45º         | Carlão                    | Bagé               | 1    |
| 45º         | Fernandinho               | Bagé               | 1    |
| 45º         | Guto                      | Bagé               | 1    |
| 45º         | Rafael Cendoya            | Bagé               | 1    |
| 45º         | Gabriel Lima              | Farroupilha        | 1    |
| 45º         | Cristiano                 | Gaúcho             | 1    |
| 45º         | Diógenes                  | Gaúcho             | 1    |
| 45º         | Dudu                      | Gaúcho             | 1    |
| 45º         | Gabriel                   | Gaúcho             | 1    |
| 45º         | Cristian Fabian           | Guarany de Bagé    | 1    |
| 45º         | Léo                       | Igrejinha          | 1    |
| 45º         | Lucas Veneno              | Igrejinha          | 1    |
| 45º         | Windson                   | Igrejinha          | 1    |
| 45º         | Andi                      | Nova Prata         | 1    |
| 45º         | Diego                     | Nova Prata         | 1    |
| 45º         | Gabriel                   | Nova Prata         | 1    |
| 45º         | Tainã                     | Nova Prata         | 1    |
| 45º         | Alex Gaúcho               | Rio Grande         | 1    |
| 45º         | Alexandro                 | Rio Grande         | 1    |
| 45º         | Douglas                   | Rio Grande         | 1    |
| 45º         | Luiz Junior               | Rio Grande         | 1    |
| 45º         | Renan                     | Rio Grande         | 1    |
| 45º         | Bugrão                    | São Borja          | 1    |
| 45º         | Geromel                   | São Borja          | 1    |
| 45º         | Gordo                     | São Borja          | 1    |
| 45º         | João Pedro                | São Borja          | 1    |
| 45º         | Juvenil                   | São Borja          | 1    |
| 45º         | Luan                      | São Borja          | 1    |
| 45º         | Manaus                    | São Borja          | 1    |
| 45º         | Paulinho                  | São Borja          | 1    |
| 45º         | Gordo                     | Sapucaiense        | 1    |
| 45º         | Lucas                     | Sapucaiense        | 1    |
| 45º         | Richard                   | Sapucaiense        | 1    |
| Gols Contra |                           |                    |      |
| -           | Andi (Nova Prata)         | Atlético Carazinho | 1    |
| -           | Juninho (Guarany de Bagé) | Igrejinha          | 1    |
| -           | Raul (Guarany de Bagé)    | Igrejinha          | 1    |
| -           | Macaco (São Borja)        | Gaúcho             | 1    |

| Clube              | Jogos | Penalizado com cartão amarelo | Expulso |
| ------------------ | ----- | ----------------------------- | ------- |
| Apafut             | 14    | 51                            | 8       |
| Atlético Carazinho | 8     | 39                            | 4       |
| Bagé               | 15    | 41                            | 5       |
| Farroupilha        | 10    | 33                            | 9       |
| Gaúcho             | 18    | 50                            | 3       |
| Guarany de Bagé    | 20    | 51                            | 9       |
| Igrejinha          | 18    | 55                            | 3       |
| Nova Prata         | 16    | 57                            | 6       |
| Rio Grande         | 15    | 59                            | 5       |
| São Borja          | 14    | 48                            | 7       |
| Sapucaiense        | 10    | 27                            | 4       |

| Clube              | Média | Mandos | Total |
| ------------------ | ----- | ------ | ----- |
| Apafut             | 44    | 7      | 309   |
| Atlético Carazinho | 153   | 4      | 610   |
| Bagé               | 184   | 7      | 1105  |
| Farroupilha        | 68    | 5      | 342   |
| Gaúcho             | 11    | 9      | 100   |
| Guarany de Bagé    | 54    | 10     | 535   |
| Igrejinha          | 107   | 9      | 859   |
| Nova Prata         | 0     | 8      | 0     |
| Rio Grande         | 18    | 8      | 140   |
| São Borja          | 106   | 7      | 743   |
| Sapucaiense        | 51    | 5      | 103   |

### Pokers
Quatro gols na mesma partida
| Jogador  | Clube           | Adversário  | Placar | Data      | Ref.   |
| -------- | --------------- | ----------- | ------ | --------- | ------ |
| Castilho | Guarany de Bagé | Sapucaiense | 8 - 0  | 1 de maio | [ 24 ] |

### Hat-tricks
Três gols na mesma partida
| Jogador      | Clube           | Adversário  | Placar | Data       | Ref.   |
| ------------ | --------------- | ----------- | ------ | ---------- | ------ |
| Welder       | Guarany de Bagé | Sapucaiense | 8 - 0  | 1 de maio  | [ 24 ] |
| Lucas Torres | Igrejinha       | Sapucaiense | 7 - 0  | 11 de maio | [ 25 ] |
| Lucas Schulz | Igrejinha       | Sapucaiense | 7 - 0  | 11 de maio | [ 25 ] |
| Serjão       | Bagé            | Sapucaiense | 3 - 0  | 29 de maio | [ 26 ] |

## Ver Também
- Campeonato Gaúcho de Futebol de 2016
- Campeonato Gaúcho de Futebol – Divisão de Acesso de 2016